# 洪金梅
洪金梅（英語：Hung Jin Mui，1945年10月14日—2019年7月2日），人稱「祥嫂」，是香港粵劇名伶新馬師曾第四任妻子。

## 生平
洪金梅於1945年10月14日在香港出生，早年在九龍橫頭磡1座，父親經營字花博彩及麻將舖。她17歲當北角麗宮夜總會舞女期間在馬場認識「新馬師曾（鄧永祥）」，1965年開始同居且誕下四子女，並在1992年正式結婚，而四名子女包括鄧兆尊、鄧兆榮、鄧翠玉（鄧小艾）和鄧碧玉；其十一妹洪國華亦為霍英東繼子霍文芳之前妻。
1997年，洪金梅與四子女捲入了鄧家爭產事件。當時她與新馬師曾在永祥大廈家中錄影無綫電視慈善節目《歡樂滿東華》之後，被香港傳媒錄影到她的弟妹在永祥大廈內為事情爭執。自此被揭發洪金梅為新馬師曾財產分配問題分為兩派，一派以洪金梅為主，一派以其四個子女為主。洪金梅在事件中一直極為緘默，至1997年4月21日新馬師曾去世後才公開回應，對她四個子女的攻擊措辭嚴厲指摘，終而就遺產分配問題對簿公堂。
至2006年7月7日，洪金梅被香港法庭裁定敗訴，並給裁判法官批評為「非常差的證人」。其後她於同年十月自己61歲壽宴上，宣佈家中各人正式和解；1997年將永祥大廈的壹成業權，捐贈予東華三院，曾引起其他成員爭議。
2019年7月2日下午五時左右，她於跑馬地養和醫院因肺癌病逝，享壽73歲；同月11日在香港殯儀館設靈。

## 影視媒體形象
- 《歡樂今宵》：由江欣燕飾演祥嫂；張錦程扮演羊嫂，模仿洪金梅。
- 《娛樂插班生》：1995年電視劇，由白茵飾演黃如心，影射洪金梅。
- 《97變色龍》：1997年電視劇，由金慧英飾演祥嫂；而劇情上則以謝雪心飾演的藍碧梅，影射洪金梅。
- 《精裝難兄難弟》：1997年電影，由江欣燕飾演祥嫂。
- 《鬼馬狂想曲》：2004年電影，由劉小慧飾演祥嫂。
- 《香港亂噏》：2009年政治戲仿節目，由秦啟維扮演長嫂，模仿洪金梅。